# Молитва трапезы

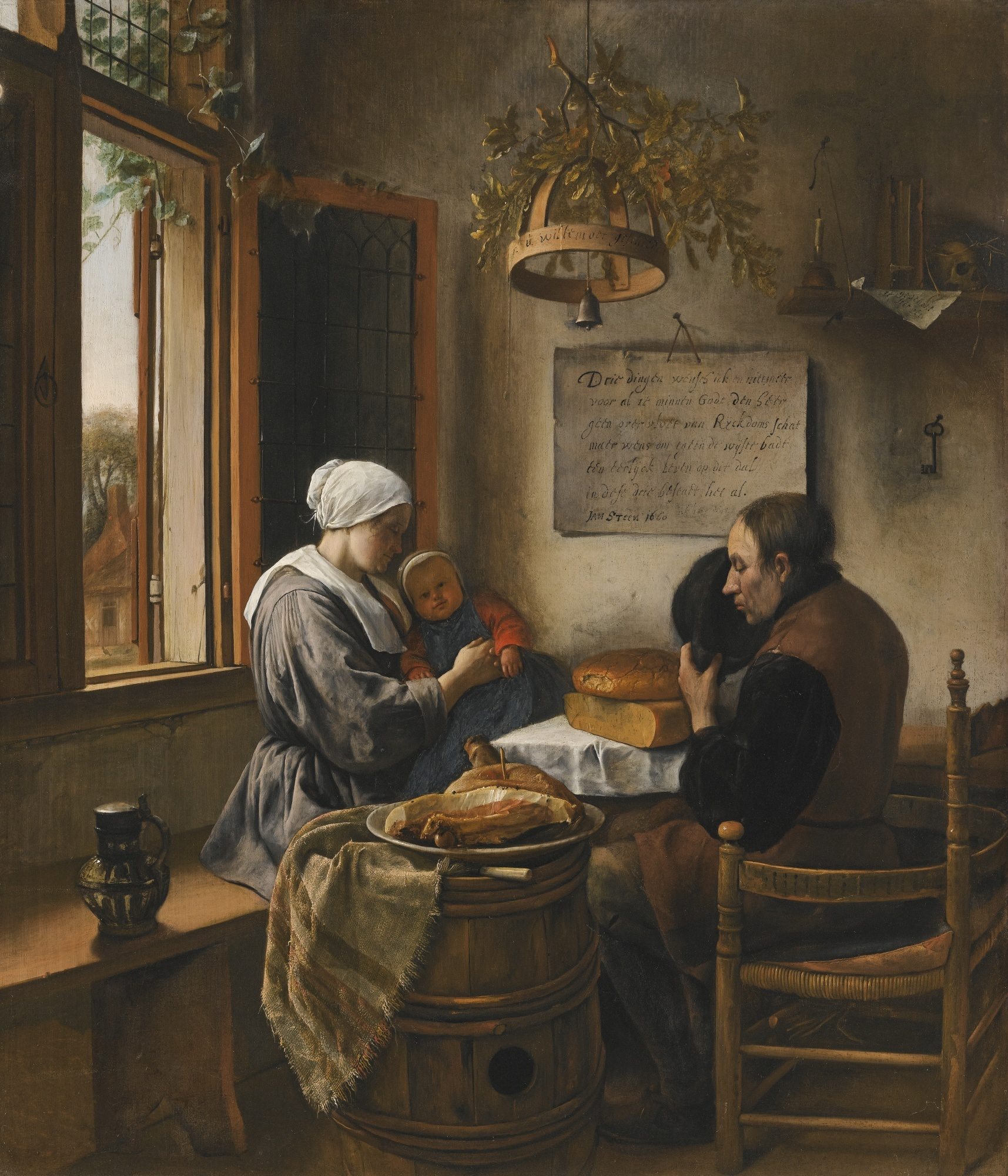
«Молитва перед едой».
Ян Стен (Jan Havicksz Steen), 1660, Лейденская коллекция

Моли́тва тра́пезы (через церк.-слав. трапе́за, от др.-греч. τράπεζα — «стол») — ежедневное напоминание себе, что источником существования является Бог. Молитва перед трапезой — благодарность Богу за наличие пропитания и Его заботу, а молитва после трапезы — благодарность Богу за насыщение и жизнь.
Христиане в древности устраивали агапы, по завершении которых совершали таинство Евхаристии. В Дидахе записаны молитва перед агапой, трёхчастная молитва после агапы, молитва миропомазания после агапы.
Христиане в древности, приступая к духовной таинственной трапезе для причащения, пели «очи всех уповают на Тебя, и Ты даёшь им пищу их в своё время; открываешь руку Твою и насыщаешь всё живущее по благоволению» (Пс. 144:15, 16), а ныне эти слова христиане поют перед принятием обычной пищи.

## Авраамические религии

### Христианство
Католицизм
Молитвы трапезы установлены в соответствии со словами Священного Писания «едите ли, пьёте ли, или иное что делаете, все делайте в славу Божию» (1Кор. 10:31). Климент Александрийский говорил, что «перед трапезой подобает славить Творца за всё».
Широко был распространён обычай святого Бенедикта Аньянского читать после ужина Miserere (покаянный 50-й псалом), и этот обычай сохранился до наших дней.
В римском обряде молитва трапезы была монастырским обычаем и основывалась на псалмах 149 и 32 (который в старину использовали для общинных молитв). В полуденной молитве трапезы читали 1-й псалом, а в вечерней — псалмы 114—115. По праздникам (Пасха, Пятидесятница) будничная молитва трапезы изменялась под соответствующий праздник.
В современном католицизме перед трапезой произносят краткое славословие, парафраз 144:15, 16 (в начале добавлено слово «Господь», а слово «благоволение» заменено «благословением» в конце), Отче наш и краткое благословение «благослови дары, которые вкушать будем», а после трапезы произносят краткое славословие, 144:10 и краткое благодарение «благодарим Тебя за дары, которые мы вкушали».
Протестантизм
Перед трапезой произносят 144:15, 16, Отче наш и краткое благословение «благослови дары, которые принимаем», а после трапезы произносят 117:29, 135:25, 146:9—11, Отче наш и краткое благодарение «благодарим Тебя за всю благость».
Православие
В монастырском уставе Православной церкви есть лишь два времени для трапезы — обед (обедня) и ужин (вечерня), для которых составлены чины. Утро (утреня) в монастырях отводилось посту и молитве (богослужению). Для обязанных трудиться утром, а также для болеющих и пожилых, перед работой установили дополнительную трапезу. Перед и после трапезы в монастырях установили общинную молитву, которую произносил ответственный за всю братию (в будни, праздник, поминки). В монастырском уставе для полуденной трапезы даны свои молитвы, для вечерней трапезы даны отдельные молитвы, а для утренней (неуставной) трапезы установлены свои молитвы. Монастырские молитвы монахов переработали для мирян, указав в молитвослове.
Полуденная трапеза — основная, дающая насыщение. Перед полуденной трапезой поют Отче наш и благословение «благослови ястие и питие», после — молитву благодарения за насыщение «благодарим Тя, яко насытил еси нас земных Твоих благ, не лиши нас и небеснаго Твоего Царствия». Дополнительно монахи могут читать молитву о панагии (часто опускается), по праздникам читают тропари.
Вечерняя трапеза — укорочена, пели стих «ядят убозии, и насытятся, и восхвалят Господа взыскающии Его, жива будут сердца их в век века» (Пс. 21:27), разогревали пищу, оставшуюся от обеда, а после вечерней трапезы пели стих «в мире вкупе усну и почию» (Пс. 4:9).
Утренняя трапеза — неуставная, перед нею поют перефразированные стихи 144:15, 16 с упоминанием Господа «очи всех уповают на Тебя, Господи, и Ты даёшь им пищу их в своё время; открываешь руку Твою и насыщаешь всё живущее по благоволению» и благословение «благослови ястие и питие», а после утренней трапезы произносят (только, если ели до насыщения перед тяжёлой работой) благодарение «благодарим Тя, яко насытил еси нас земных Твоих благ».
Разнообразные перекусы и чаепития старцы считали немощью, поэтому перед ними произносили молитвы с поклонами «Боже, очисти мя грешнаго» (50:4), «Создавый мя, Господи, помилуй мя» (50:3), парафраз Молитвы мытаря «без числа согреших, Господи, помилуй и прости мя, грешнаго», а после перекусов — Достойно есть.
Англиканство
В англиканстве нет единого текста молитвы трапезы, каждое учебное заведение имеет свои традиции, а сама традиция молитвы трапезы возникла от католических монастырей. Обычно полуденная молитва является молитвой трапезы, состоит из парафраза 144:15, 16 (добавлено слово «Господь», а слово «благоволение» заменено «благословением») и краткого славословия на латыни. После трапезы произносят славословие, которое в каждой общине — своё, например, наикратчайшее благословение «Благословен Благословляющий» (Benedictus benedicat).
Старообрядчество
Молитва включает всё сразу: Отче наш, краткое славословие, стихи из покаянного псалма, Достойно есть.

### Ислам
Кратким славословием перед трапезой является Басмала («во имя Аллаха»), а также благословение перед трапезой «о Аллах, благослови нас и накорми нас тем, что лучше этого», которым просят Аллаха сделать пищу благословенной. После трапезы произносят Тахмид («хвала Аллаху»), которым благодарят Аллаха за все блага (питьё, пищу, кров). После трапезы гость молится о благословении хозяина дома.

### Иудаизм
Затрапезная молитва является одной из 613 заповедей Торы для еврея, получающего насыщение от поедания плодов, выращенных на Святой земле, надел которой находится в его собственности, и которую он возделывает (Втор. 8). По указаниям раввинов, еврею следует произносить молитву перед и после трапезы, живя и вне Земли обетованной и едя плоды чужой земли, хотя еврей и не обязан этого делать. Затрапезная молитва составлена от лица общины, которую произносит наиболее уважаемый член общины над кубком вина. В молитве должны быть упомянуты Тора и Завет, о царстве должно быть упомянуто трижды. Молитва перед трапезой основана на перефразированном стихе 103:14. Молитва после трапезы — четырёхчастная, первая — благодарность Богу за всё (одна версия включает 144:16, другая — 135:25), вторая — благодарность за Землю обетованную (Втор. 8), третья — просьба о восстановлении Иерусалима (и Храма в нём), четвёртая — об утешении скорбящих на поминках. Произносят по будням и в праздник, на свадьбе и поминках.